# Virenque
Pour les articles homonymes, voir Virenque (homonymie).
La Virenque est une rivière française coulant dans les départements de l'Aveyron, de l'Hérault et du Gard en région Occitanie. La Virenque est l'affluent principal de la Vis, donc un sous-affluent de l'Hérault.

## Toponymie
Le cartulaire de Notre-Dame de Nîmes de 1084 décrit au chapitre 169 l'église de Vissec (Gard) comme « ecclesia que vocant Viro-Sicco,... in valle que vocant Virenca. », soit : une église qu'on appelle de Vis-Sec (les hydronymes sont masculins en occitan)... dans la vallée qu'on appelle Virenque.
Jusqu'à la fin de l'Ancien Régime, le nom de « Vis » désigne, en amont du confluent du Vissec, la rivière connue aujourd'hui sous le nom de « Virenque » tandis que celle appelée « Vis » actuellement se nommait alors « Alzon » (prononcer Alzou).
Virenque est naturellement[Quoi ?] la vallée et non le cours d'eau.

## Géographie
La Virenque prend sa source dans les Cévennes au sud-ouest du Mont Aigoual près du Saint Guiral et se jette dans la Vis en amont de Vissec.
De 24,5 km de longueur, son cours est aérien en descendant le massif cristallin du Lingas puis se perd en aval de Sauclières au contact des roches calcaires. Des gorges profondes sont creusées délimitant le causse du Larzac du causse de Campestre. Les eaux souterraines de la Virenque alimentent la résurgence de la Vis.

### Départements et communes traversés
La Virenque traverse six communes :
- Aveyron : Sauclières, La Couvertoirade
- Hérault : Le Cros, Sorbs
- Gard: Campestre-et-Luc, Vissec

### Organisme gestionnaire
L'organisme gestionnaire est l'EPTB SMBFH ou Syndicat mixte du bassin du fleuve Hérault, créé en 2009 et sis à Clermont-l'Hérault.

## Affluents
La Virenque a trois affluents référencés en rive gauche :
- Ruisseau le Burle du Jaoul ou ruisseau le Burle (rg) (10,3 km) sur les deux communes de Sauclières et Saint-Jean-du-Bruel, avec deux affluents :
  - Ruisseau de Quatrefages (rd) (1,8 km) sur la seule commune de Sauclières.
  - Le burle du Gressentis (rd) (6,1 km) sur la seule commune de Sauclières.
- Ruisseau de Sorbs ou ruisseau des Mourgues (rg) (7,5 km) sur les deux communes de Sorbs et Vissec avec un affluent :
  - Ruisseau des Valachs (rg) (3,3 km) sur les deux communes de Sorbs et Le Cros.
- Valat de Boutereille (rg) (2,8 km) sur la seule commune de Vissec

## Natura 2000

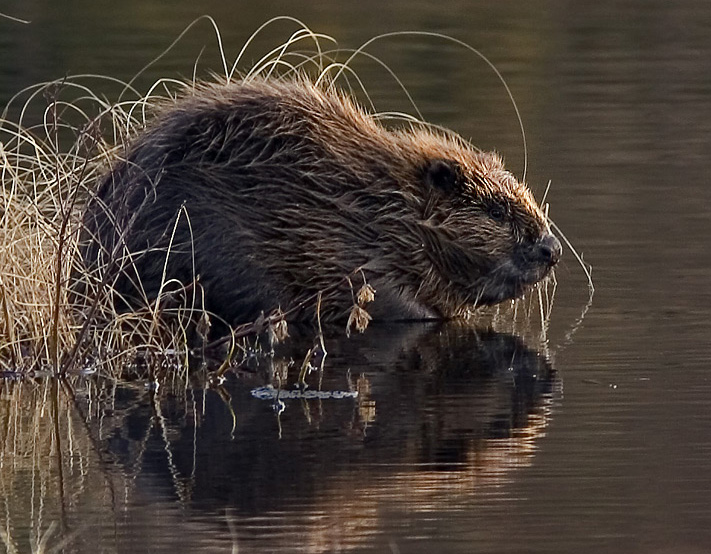
Castor d'Europe.

Sur une superficie de 5 836 hectares, le site Natura 2000 des gorges de la Vis et de la Virenque a été proposé comme site d’intérêt communautaire (directive habitats faune flore) en décembre 1998, pour sa partie située dans l'ex-région Languedoc-Roussillon et en juillet 2003 pour sa partie située dans l'ex-région Midi-Pyrénées. Les deux démarches ont abouti favorablement respectivement le 7 avril 2016 pour le Languedoc-Roussillon et le 26 mars 2015 pour Midi-Pyrénées.

## Personnalités liées
La Virenque est le berceau du nom de famille Virenque popularisé par le coureur cycliste Richard Virenque.